# 관세사
관세사(關稅士)는 법률 용어로 통관 절차를 대신해 주거나 관세법상의 쟁의, 소송 따위를 대신해 주는 전문 직업인으로 국가에서 실시하는 관세사 시험에 합격해야 한다. 관세 업무의 소송을 대리한다는 면에서 변호사와 관련되나 변호사는 소송에 관한 행위 및 행정 처분에 관해 본인을 대리함에 비해 관세사는 관세법상의 관련된 쟁의나 소송에 관한 업무를 대리한다.

## 관세사의 자격
관세사가 되려면 관세사 자격시험에 합격하고 일정기간 수습기간을 마쳐야 한다.
시험응시에 전공, 학력 등의 제한은 없다. 단, 제2차시험 합격자 공고일기준 관세사법 제5조 각호의 결격사유에 해당하는 자는 시험에 응시할 수 없다. (결격사유 해당자는 시험에 합격하더라도 원천 무효됨)
- 1차 과목에서 관세법개론(자유무역협정 이행을 위한 관세 특례법 및 대한민국정부와 칠레공화국정부간의 자유무역협정의 이행을 위한 관세법의특례에 관한 법률을 포함), 무역영어, 내국소비세법(부가가치세법 · 개별소비세법 · 주세법에 한함), 회계학(회계원리와 회계이론에 한함)

- 2차 과목은 관세법(관세평가 제외, 수출용원재료에 대한 관세 등 환급에 관한 특례법 포함), 관세율표 및 상품학, 관세평가, 무역실무(대외무역법 및 외국환거래법 포함)

## 업무의 범위
관세사는 물건을 수출하거나 수입할 때 수출입절차를 대신 밟아주고 문제가 생겼을 때 대리하여 해결하며 관세법상의 행정 소송을 수행한다.
수출입 물품에 대해 물품분류기호에 따라 분류하고 이에 대한 세율을 부과한다.과세가격 확인 및 세액을 계산하고, 관세법에 의한 수출 통관 신고와 이와 관련되는 절차를 이행한다.
수출용 원재료에 대한 관세 등 환급에 대한 특례법대로 환급 청구의 대리 업무를 수행하며, 관세법에 의한 이의 신청·심사 청구 및 심판 청구를 대리한다.관세에 대한 상담 또는 자문을 담당하기도 한다.
하지만 대한변협 회장 선거과정에서 세무사, 변리사, 법무사 등이 소송을 대리할 수 없도록 하겠다는 공약에서부터 심지어 변호사에게 관세사 자격을 자동으로 부여하겠다는 공약까지 민감한 부분인 직역과 관련한 내용들이 다수 등장해 어떤 형태로든 자격사간 충돌이 현재로선 불가피한 상황이다.

## 적성
관세사는 세액 등을 신속하고 정확하게 계산할 수 있는 수리력과 재정관리 및 전산에 관한 능력, 문서 작성 능력을 갖추어야 한다. 또 법률 지식과 외국어 실력도 있어야 한다. 관세에 관한 업무를 다루기 때문에 정직성과 도덕성이 요구되며, 원만한 대인관계가 요구된다. 관습형과 진취형의 흥미를 가진 사람에게 적합하며, 자기통제 능력, 스트레스 감내, 리더십 등의 성격을 가진 사람들에게 유리하다.

## 같이 보기
- 변호사